# San Paolo di Jesi
San Paolo di Jesi és un comune (municipi) de la província d'Ancona, a la regió italiana de les Marques, situat a uns 35 quilòmetres al sud-oest d'Ancona. A 1 de gener de 2019 la seva població era de 916 habitants.
San Paolo di Jesi limita amb els següents municipis: Cupramontana, Jesi, Monte Roberto i Staffolo.